# Malcolm II.

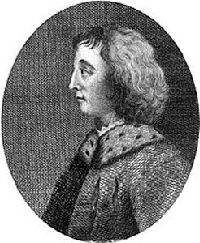
Malcolm II.

Malcolm II. (Máel Coluim mac Cináeda; * um 954; † 25. November 1034 in Glamis) war schottischer König von 1005 bis 1034. Er war der Sohn von Kenneth II. und Cousin seines Vorgängers Kenneth III.
Malcolm, der von 990 bis 995 bereits König von Strathclyde gewesen war, kämpfte in einem Zeitraum von zehn Jahren um den schottischen Thron. 1005 tötete er dann in der Schlacht von Monzievaird (Tayside) seinen Cousin Kenneth III. und wurde nun selbst König von Schottland. Es gilt als wahrscheinlich, dass er nur über einen Teil von Schottland herrschte. Immer wieder wurde er von Adeligen aus Moray bedrängt, darunter Findláech mac Ruadrí († 1020, wahrscheinlich der Vater von Macbeth) und Máel Coluim mac Máel Brigte († 1029). Beide wurden in irischen Annalen als Könige von „Alba“ (womit Schottland gemeint war) bezeichnet, doch in modernen Texten gelten beide nicht als schottische Könige.
1006 wurde Malcolm bei Durham von Truppen aus Northumbria unter der Führung von Uhtred geschlagen. Doch die Engländer mussten sich daraufhin gegen Angriffe aus Dänemark wehren. Malcolm konnte diese Situation geschickt ausnutzen, schlug 1018 die Angelsachsen unter Uhtreds Bruder Eadwulf Cudel in der Schlacht bei Carham und eroberte Lothian zurück, wobei er sein Reich im Süden bis zum Fluss Tweed ausdehnte und sein Einfluss im Westen bis nach Strathclyde hineinreichte. Die Angelsachsen wurden jedoch von den Dänen unter König Knut unterworfen, und nach einem anglo-dänischen Einfall 1031 musste sich auch Malcolm Knut unterwerfen.
Als der König von Strathclyde ohne Erben starb, beanspruchte Malcolm das Königreich für seinen Enkel Duncan. Dies führte zu Unruhen im Königreich Strathclyde und schließlich zu Malcolms Ermordung in Glamis im Jahr 1034. Kurz darauf wurde er auf der Insel Iona beigesetzt.
Malcolm hatte keine Söhne, die ihm auf den Thron folgen konnten. Deshalb arrangierte er in geschickter Weise Ehen für seine Töchter. Seine Tochter Plantula heiratete Jarl Sigurd von Orkney. Malcolms älteste Tochter Bethoc heiratete Crínán, den Laienabt von Dunkeld. Aus dieser Verbindung entstammte Duncan I., der nach der Abschaffung des Tanistry-Systems durch Malcolm auf den Thron nachfolgen und die Königswürde seinerseits vererben konnte.